# Gyula Kállai

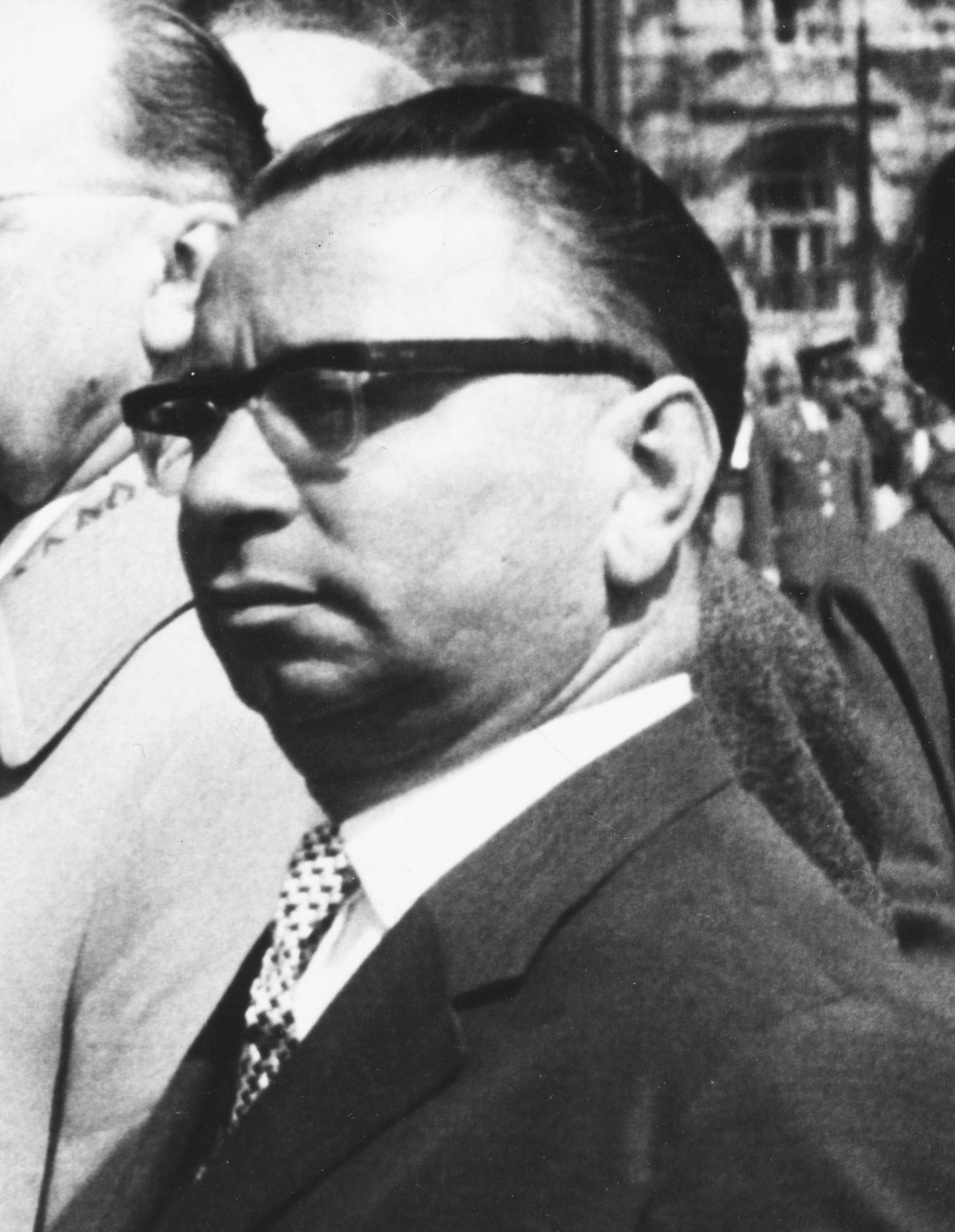
Gyula Kállai in 1964

Gyula Kállai (Berettyóújfalu, 1 juni 1910 – Boedapest, 12 maart 1996) was een Hongaars communistisch politicus die diende als eerste minister van de Volksrepubliek Hongarije van 1965 tot 1967. Vervolgens was hij tot 1971 voorzitter van het Hongaars parlement, waar hij tussen 1954 en 1990 afgevaardigde was. Na 1971 bleef hij voorzitter van de communistische mantelorganisatie, het Patriottisch Volksfront, maar zijn afzetting als parlementsvoorzitter werd gezien als verdere 'degradatie'.
In 1957 bezocht en ondervroeg Kállai Imre Nagy, een vorige premier van Hongarije, in ballingschap in Roemenië. Kállai's verslag leidde uiteindelijk tot Nagy's executie. In datzelfde jaar schreef hij een pamflet met de titel De Hongaarse contrarevolutie in het licht van het marxisme-leninisme.